# Oued Zitoun
Oued Zitoun è un comune dell'Algeria, situato nella provincia di El Tarf.